# Avelo Airlines
Avelo Airlines (/əˈvɛloʊ/) — американская низкобюджетная авиакомпания со штаб-квартирой в Хьюстоне, штат Техас. Ранее авиакомпания занималась чартерными перевозками под названиями Casino Express Airlines (1987—2005) и Xtra Airways (2005—2021), но в апреле 2021 года перешла на регулярные рейсы, получив нынешнее название. Первый регулярный рейс авиакомпании был выполнен 28 апреля 2021 года из аэропорта Бербанк в аэропорт округа Сонома.

## История

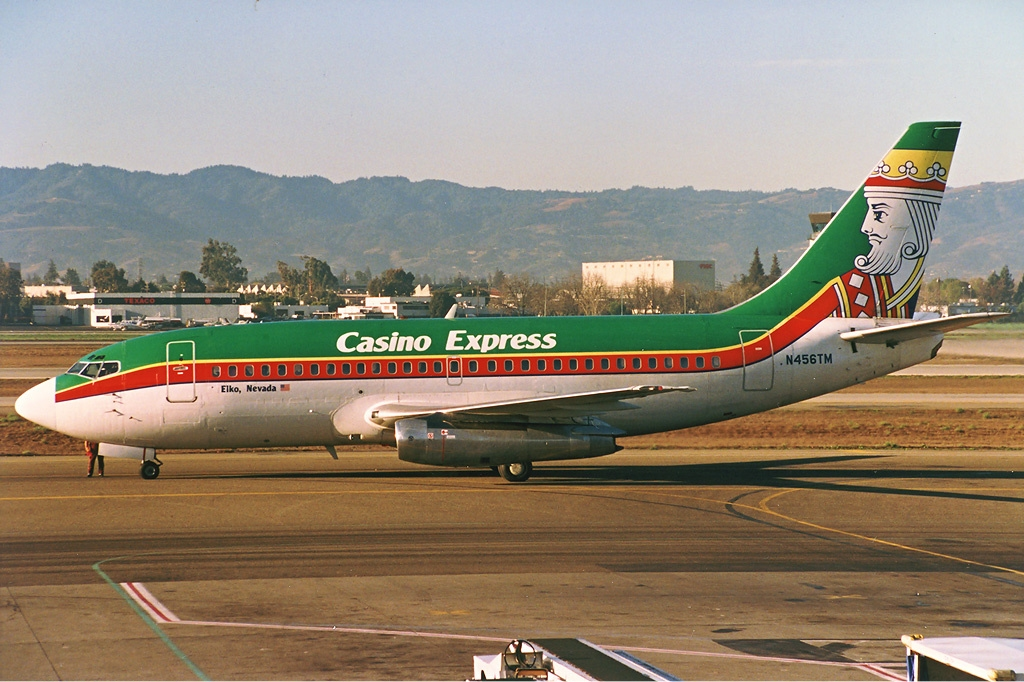
Boeing 737-200 авиакомпании Casino Express Airlines, 1994 год

### Casino Express Airlines
Основанная 20 июля 1987 года как Casino Express Airlines, авиакомпания начала свою деятельность в 1989 году, имея парк из реактивных лайнеров Boeing 737-200, выполняя рейсы в интересах Red Lion Hotel and Casino из Элко, штат Невада. Casino Express Airlines выполняла рейсы из аэропорта Элко без промежуточных посадок во многие города США. В 1994 году Casino Express выполняла регулярные беспосадочные рейсы только по выходным из Элко (EKO) в Портленд, штат Орегон (PDX), и в Сиэтл (SEA) на реактивных McDonnell Douglas MD-80. Casino Express Airlines также эксплуатировала один реактивный лайнер Boeing 737-200 для авиакомпании Tahoe Air, которая осуществляла регулярные пассажирские беспосадочные рейсы из аэропорта Саут-Лейк-Тахо в международный аэропорт Лос-Анджелеса, а также в аэропорт Сан-Хосе.

### Xtra Airways

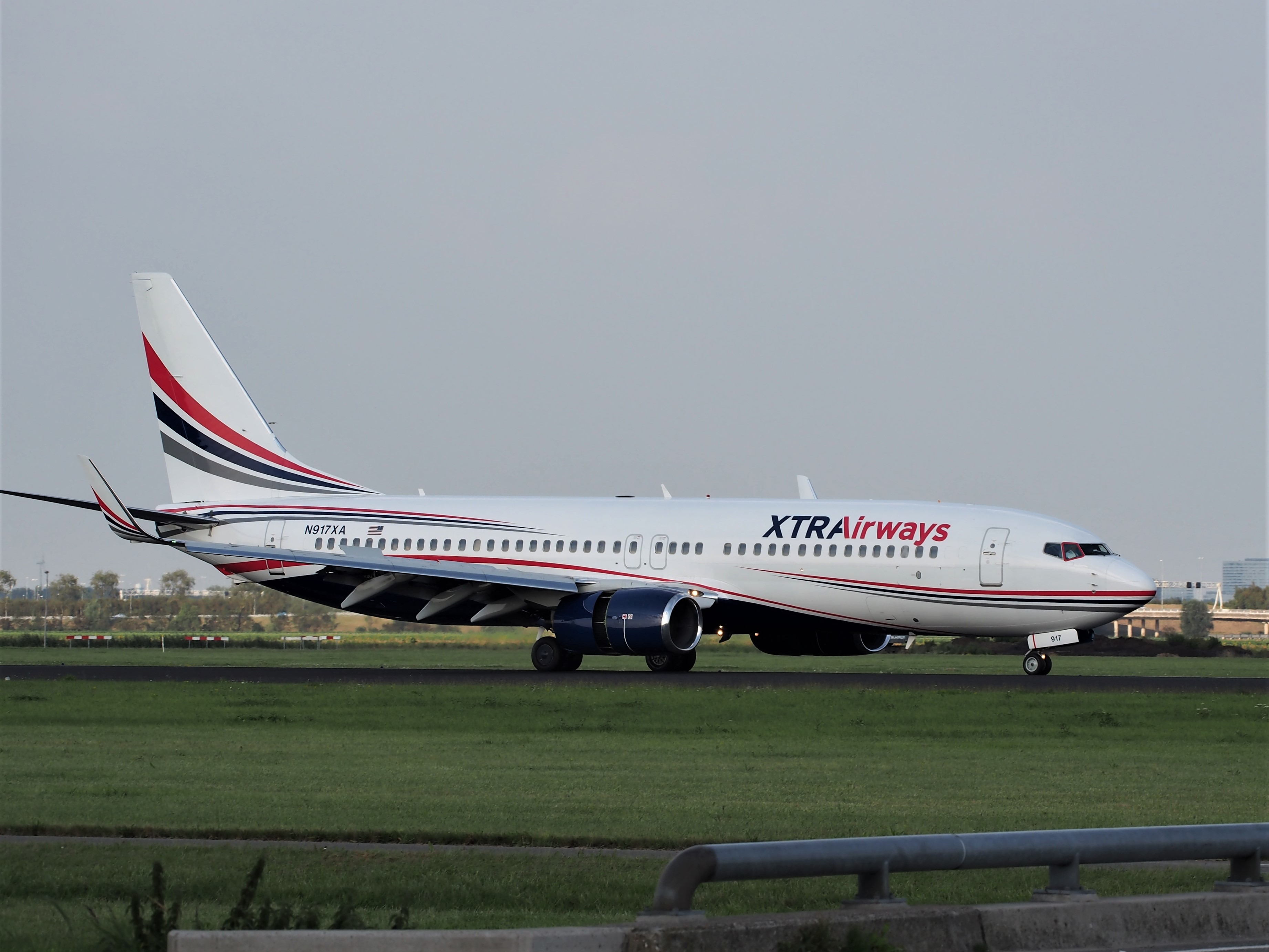
Boeing 737-800 авиакомпании Xtra Airways, 2017 год

Casino Express быстро расширила свою клиентскую базу, включив в неё спортивные команды, правительственные учреждения, иностранных высокопоставленных лиц, СМИ и прочее. 8 декабря 2005 года авиакомпания сменила свое название на Xtra Airways, чтобы отразить более широкую направленность своей деятельности.
В 2015 году Xtra Airways сменила ливрею своих самолётов, следуя стилю бизнес-джетов.
В сентябре 2016 года компания начала эксплуатировать Boeing 737-800 (регистрационный номер N881XA), на фюзеляж которого были нанесены надписи «Stronger Together» в рамках президентской кампании Хиллари Клинтон в 2016 году. Вскоре после этого кампания также зафрахтовала второй самолёт, Boeing 737-400 (N314XA), с надписями «Clinton/Kaine» на фюзеляже.

### Avelo Airlines
Эндрю Леви, бывший финансовый директор United Continental Holdings, а затем главный операционный директор Allegiant Air, приобрёл Xtra в августе 2018 года с намерением превратить чартерную авиакомпанию в сверхнизкобюджетного перевозчика. К тому времени Xtra продала большую часть своего парка Swift Air, но оставила один Boeing 737-400, чтобы сохранить сертификат регулярного авиаперевозчика Федерального управления гражданской авиации США. К апрелю 2019 года авиакомпания рассматривала возможность эксплуатации Boeing 737-800.
В феврале 2020 года Леви объявил о создании новой холдинговой компании Xtra под названием Houston Air Holdings, Inc. В том же месяце компания получила финансирование в размере 125 миллионов долларов США и получила первый самолёт от лизинговой компании GE Capital Aviation Services, опередив свои первоначальные планы по запуску регулярных рейсов позднее в 2020 году.

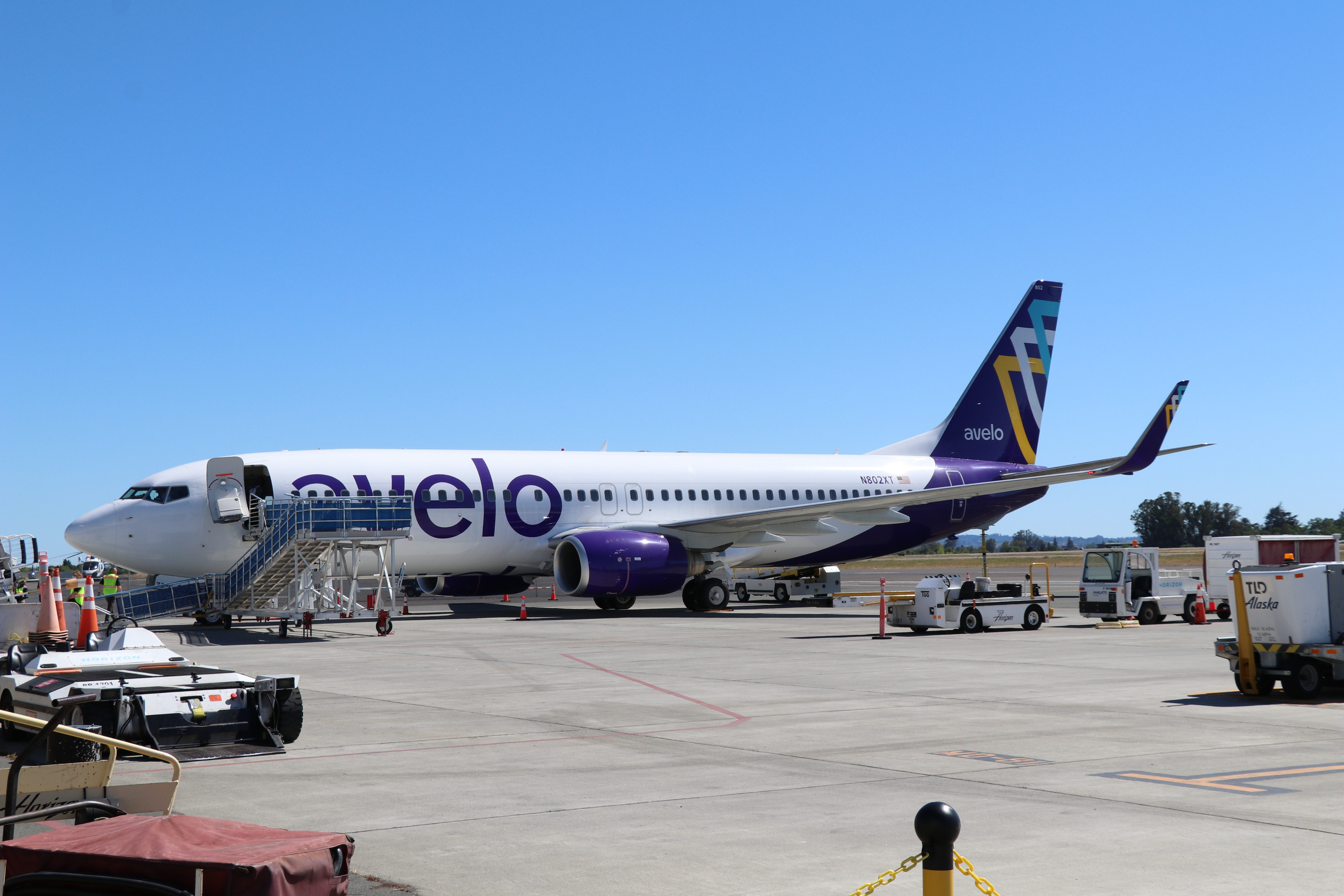
Boeing 737-800 авиакомпании Avelo Airlines, 2021 год

8 апреля 2021 года была анонсирована новая авиакомпания под названием Avelo Airlines, базирующиеся в аэропорту Бербанк в Калифорнии. Первоначальная маршрутная сеть авиакомпании состояла из одиннадцати направлений из Бербанка, которые были запущены в период с 28 апреля по 20 мая 2021 года, с первоначальным парком из трёх самолетов Boeing 737-800, который планировалось увеличить до шести к концу 2021 года. Это заставило American и Alaska Airlines увидеть в Avelo Airlines конкурента. Так, American увеличила количество рейсов на маршруте между аэропортом Финикс Скай-Харбор и Бербанком, в то время как Alaska объявила о запуске нового рейса между Бербанком и аэропортом округа Сонома с 1 июня 2021 года. Первый рейс Avelo состоялся 28 апреля 2021 года из аэропорта Бербанк в аэропорт округа Сонома.
6 мая 2021 года Avelo объявила о планах открыть новую базу в аэропорту Твид Нью-Хейвен в Коннектикуте в третьем квартале 2021 года. Авиакомпания дополнительно объявила, что планирует инвестировать 1,2 миллиона долларов США в инфраструктуру аэропорта Нью-Хейвен и использовать Boeing 737-700 для полётов туда. 7 июля 2021 года авиакомпания объявила, что прекратит свои рейсы в Бозман и Гранд-Джанкшн к концу сентября, 29 июля 2021 года авиакомпания объявила о дополнительных пяти направлениях, включая Форт-Коллинз, Лас-Вегас, Монтерей, Прово и Сент-Джордж, хотя позже рейсы в Монтерей, Прово и Сент-Джордж были отменены. 19 августа 2021 года было объявлено о запуске четырёх маршрутов между Нью-Хейвеном и пунктами назначения во Флориде в ноябре 2021 года. Дополнительные маршруты были объявлены в октябре 2021 года, включая рейсы между Форт-Коллинзом и Лас-Вегасом с декабря 2021 года, и между Нью-Хейвеном и Сарасотой/Брадентоном с января 2022 года.

## Флот

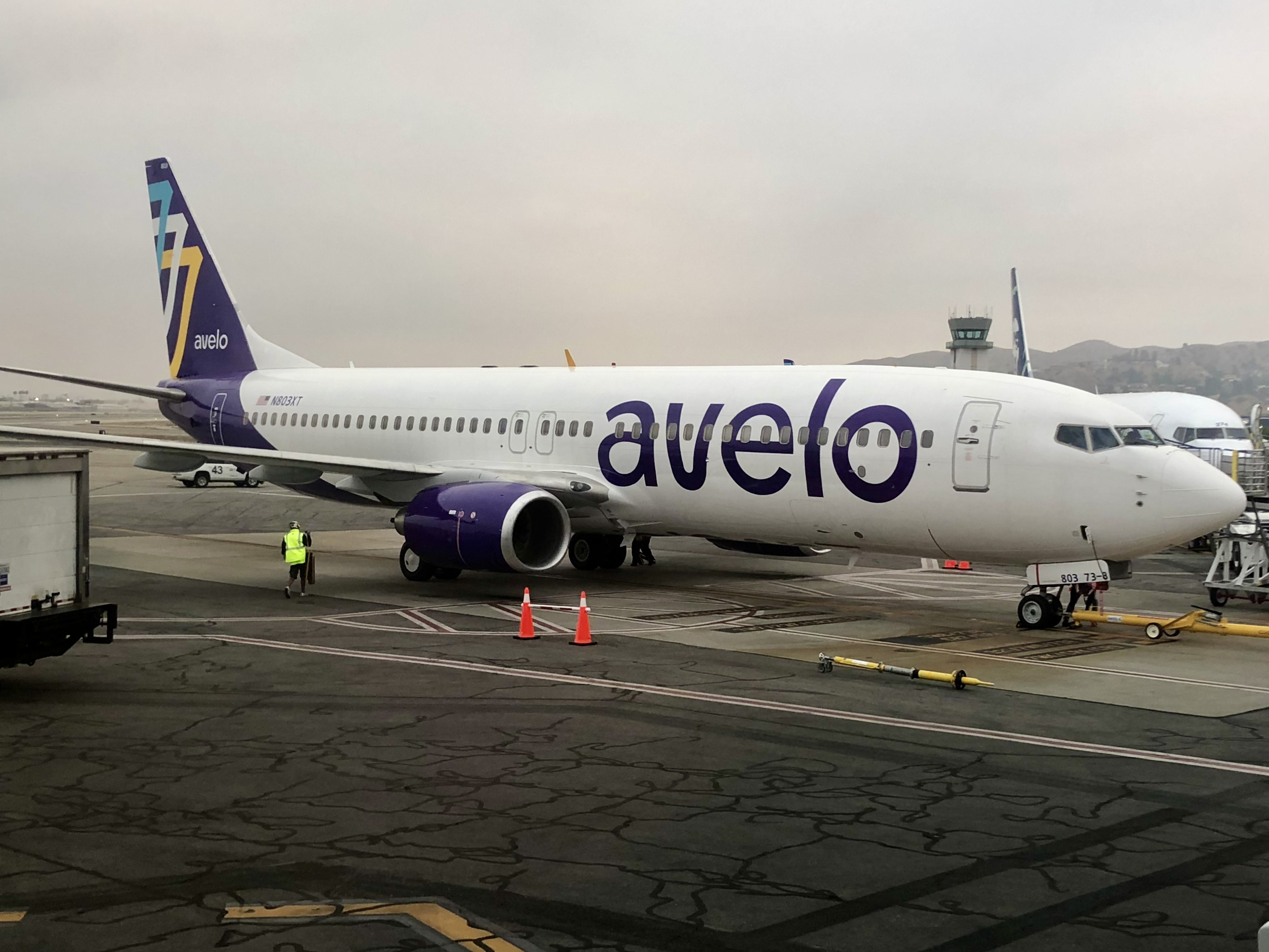
Boeing 737-800 авиакомпании Avelo Airlines

### Нынешний
По состоянию на июль 2023 года флот Avelo Airlines состоит из следующих самолётов:
| Тип            | Кол-во | Заказ | Пасс | Примечания |
| -------------- | ------ | ----- | ---- | ---------- |
| Boeing 737-700 | 7      | —     | 147  |            |
| Boeing 737-800 | 8      | —     | 189  |            |
| Всего          | 15     | —     |      |            |

### Бывший
| Тип            | Всего | Ввод | Вывод | Примечания             |
| -------------- | ----- | ---- | ----- | ---------------------- |
| Boeing 737-200 | 7     | 1994 | 2005  |                        |
| Boeing 737-300 | 1     | 2010 | 2011  | Переданы iAero Airways |
| Boeing 737-400 | 12    | 2006 | 2020  |                        |